# Bannatyne Manuscript
The Bannatyne Manuscript (Le manuscrit Bannatyne) est une anthologie de littérature écossaise du XVIe siècle. C'est un ouvrage important pour la poésie écossaise des XVe et XVIe siècles. Le manuscrit contient des poèmes des plus grands auteurs, beaucoup de travaux anonymes écossais et des œuvres de poètes médiévaux anglais. Cette collecte est réalisée par un commerçant d'Édimbourg, George Bannatyne et contient aussi quelques-uns de ses travaux.

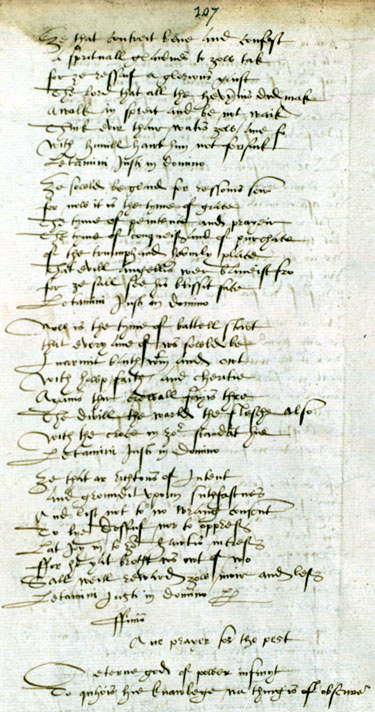
Une page de The Bannatyne Manuscript. (National Library of Scotland).
En bas de la page se trouve Ane Prayer for the Pest de Robert Henryson.

En harmonie avec le texte du manuscrit lui-même, cela constitue : Ane most godlie mirrie and lustie rapsodie made be sundrie learned Scots poets and written be George Bannatyne in the tyme of his youth.

## Histoire
Une note dans le manuscrit signale qu'il est montré par William Foulis de Woodhall, un descendant de Bannatyne, à William Carmichael de Skirling en 1712. Au milieu du XVIIIe siècle, Allan Ramsay reproduit des parties du manuscrit dans son travail The Ever Green réalisé entre 1724 et 1727. Le manuscrit est acquis par la Bibliothèque des avocats (Advocates' Library) d'Édimbourg en 1772.
Walter Scott s'intéresse au document, il fait partie du Bannatyne Club, société éponyme destinée à l'étude et à la publication de littérature écossaise. La première transcription du manuscrit est publiée par le Bannatyne Club, en trois volumes, entre 1827 et 1855. Le Hunterian Club publie une nouvelle transcription en 1896. Le manuscrit est maintenant propriété de la Bibliothèque nationale d'Écosse, National Library of Scotland, avec le numéro d'archivage Adv. MS. 1.1.6.

## Contenu
Le manuscrit Bannatyne est rassemblé et divisé en cinq sections principales. Il contient également une série d'appendices non classés qui furent en partie écrits par d'autres auteurs que Bannatyne lui-même.

### Ballades de théologie
La première section comprend des pièces sur un thème religieux. Beaucoup annoncent le « renouveau écossais » (Scottish Reformation). Elle contient Ane Prayer for the Pest de Robert Henryson, la traduction des premier et cinquante et unième psaumes d'Alexander Scott, The Tabill of Confessioun de William Dunbar, Rorate Celi Desuper, Done Is A Battell On The Dragon Blak et O Creaturis Creat of Me Your Creator de John Lydgate.

### Ballades singulières et de sagesse
Dans cette section se trouvent des poèmes avec des thèmes moraux ou philosophique. Dans cette partie, se trouvent les textes d'Henryson : The Abbay Walk, The Ressoning Betwix Aige and Yowth, The Ressoning Betwix Deth and Man, et The Praise of Age.
Le travail de Dunbar est bien présent avec All Erdly Joy Returnis In Pane, Of Manis Mortalitie, Tydings Fra The Sessioun, A General Satire, Of Deming, Of Covetyce, Rewl of Anis Self, None May Assure In This Warld, Schir Yet Remembir as of Befoir, et la trilogie Of Discretioun In Asking, Of Discretioun In Geving, et Of Discretioun in Taking.
Cette seconde section comprend aussi le prologue du neuvième livre de Gavin Douglas, Eneados et Ane New Yeir Gift to Quene Mary d'Alexander Scott.

### Ballades Mirry, And Uther Solatius Consaittis, Set Furth Be Divers Ancient Poyettis
La troisième section du manuscrit est dédiée au comique avec une dominante satirique,. Elle inclut un texte complet de David Lyndsay, La satire des trois états, Satyre of The Thrie Estaitis,.
Le travail d'Alexander Scott figure ici avec The Slicht Remeid of Luve, Ane Ballat Maid To The Derisioun and Scorne Of Wantoun Wemen, The Justing And Debait Up At The Drum et Of May,. La poésie de William Dunbar prédomine dans la section. Parmi ses réalisations : Best To Be Blyth, The Dregy of Dunbar, Lament for the Makaris, The Dance of the Seven Deadly Sins, My Panefull Purs So Priclis Me, The Wowing Of The King Quhen He Was In Dunfermeling, The Fenyeit Freir of Tungland, The Birth of Antichrist, The Twa Cummeris, The Flyting of Dumbar and Kennedie, et The Testament of Master Andro Kennedy,.
The Thrid Pairt contient aussi The Wife of Auchtermuchty, Kynd Kittock, How The First Helandman of God Was Maid, Christis Kirk on the Green et, Quhy Sowld Nocht Allane Honorit Be,.

### BalladeOf Luve Devyditdans la quatrième partie
Bannatyne a divisé cette section en quatre sous-sections sur le thème de l'amour :
- Songis Of Luve
- Contemptis of Luve and Evill Wemen
- Contempis of Evill Fals Vicius Men
- Ballatis Detesting Of Luve And Lichery[13],[14].

La plupart des poèmes de cette partie n'ont pas d'auteur. La poésie d'Alexander Scott prédomine parmi les poètes nommés,.
Gude Counsale de Dunbar y figure ainsi que Bewty and the Presoneir, Of the Lady Solistaris at Court, In Prais of Wemen, Quha Will Behald of Luve the Chance, et Inconstancy Of Luve. Henryson est représenté avec The Garment of Gud Ladeis, et Douglas par le prologue du quatrième livre de « The Eneados »,.
Le poème intitulé Gif Langour Maks Men Licht est attribué à Henry Stuart (Lord Darnley),.

### Fables d'Ésope, et diverses autres fables et travaux poétiques
La cinquième partie concerne des fables et autres allégories. Dix des fables morales d'Henryson (Morall Fabillis) sont incluses avec aussi Orphée et Euridice, Robene And Makyne et The Bludy Serk. Dunbar est représenté avec The Goldyn Targe et The Thrissil and the Rois. Cette cinquième section contient aussi The Howlat, The Freiris of Berwick, et Colkelbie Sow.

### Appendices
Les appendices, souvent d'auteurs anonymes autres que Bannatyne, sont des travaux qui ne sont pas classés en liaison dans le thème de la cinquième partie de l'ouvrage. Alexander Montgomerie est représenté avec plusieurs poèmes dont Lyk as the dum Solsequium. In vice most vicius he excellis de Dunbar se trouve aussi dans cette section. Allan Ramsay ajoute un poème en 1726 : The Ever Green de 1724, en l'empruntant à Carmichael de Skirling. Ce serait la dernière addition au manuscrit.
In Seventeen hundred twenty-four,
Did Allan Ramsay keen,
gather from this book that store,
Which fills his Ever Green.
Thrice fifty and sax towmonds neat,
Frae when it was colected,
Let worthy poets hope good fate,
Throw time they'll be respected.
Fashions of words and witt may change,
And rob in part their fame,
And make them to dull fops look strange,
But sense is still the same.
And will bleez bright in that clear mind,
That loves the antient strains,
Like good Carmichael, patron kind,
To whom this book pertains.